# Christiane Gohl

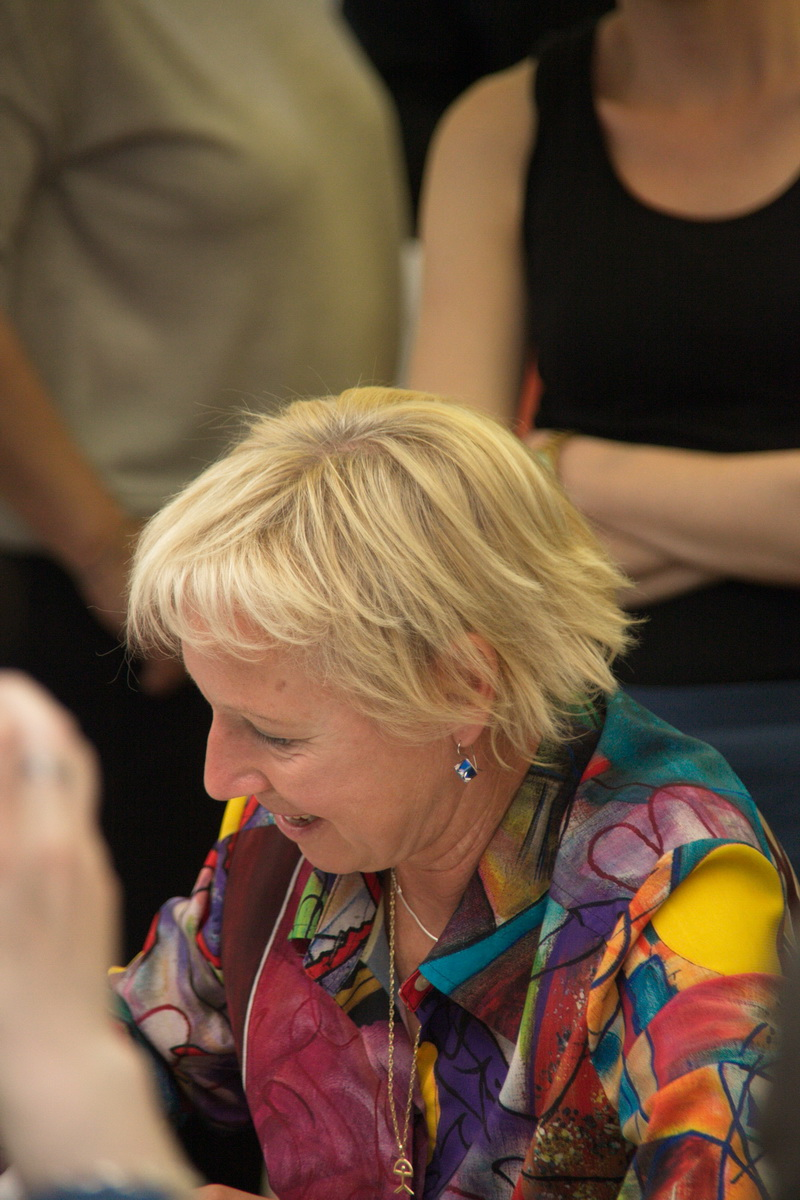

Christiane Gohl (ur. w 1958 w Bochum w Zagłębiu Ruhry) – niemiecka pisarka i podróżniczka. Pisze także pod pseudonimami Sarah Lark, Ricarda Jordan i Elisabeth Rotenberg. Podczas swoich podróży odkryła Nową Zelandię, która ją do tego stopnia zafascynowała, że poświęciła się na badanie historii, obyczajów i folkloru tego kraju. W wyniku tego powstały powieści: W krainie białych obłoków, Pieśń Maorysów, Krzyk Maorysów i Kobiety Maorysów. Pracuje też jako przewodnik turystyczny. Mieszka w Hiszpanii.

## Twórczość
1) Saga Nowozelandzka
- W krainie białych obłoków
- Pieśń Maorysów
- Krzyk Maorysów
  - Nadzieja na końcu świata

2) Kauri
- Złoto Maorysów
- Kobiety Maorysów
- Bogowie Maorysów

3) Saga ognistych kwiatów
- Czas ognistych kwiatów
- Dźwięk rogu w kształcie muszli
- Legenda ognistej góry

- 4) Pod dalekim niebem